# کشاورزی پایدار
کشاورزی پایدار (به انگلیسی: Sustainable agriculture) عبارت است از کشاورزی به روش‌های پایدار که نیازهای غذایی و نساجی کنونی جامعه را تأمین کند، بدون اینکه توانایی نسل فعلی یا آینده برای برآوردن نیازهای خود را به خطر بیندازد. کشاورزی پایدار می‌تواند بر اساس درک خدمات اکوسیستم باشد. روش‌های زیادی برای افزایش پایداری کشاورزی وجود دارد. هنگام توسعه کشاورزی در سیستم‌های غذایی پایدار، توسعه فرآیندهای تجاری انعطاف‌پذیر و شیوه‌های کشاورزی بسیار مهم است. کشاورزی دارای ردپای زیست‌محیطی بسیار زیادی است که نقش مهمی در ایجاد تغییرات آب و هوایی ایفا می‌کند (سیستم‌های غذایی مسئول یک سوم انتشار گازهای گلخانه‌ای انسانی هستند)، کمبود آب، آلودگی آب، تخریب زمین، جنگل زدایی و سایر فرایندها از ردپای زیست‌محیطی کشاورزی هستند. کشاورزی به‌طور همزمان باعث تغییرات محیط زیستی می‌شود و خود تحت تأثیر این تغییرات قرار می‌گیرد. کشاورزی پایدار متشکل از روش‌های کشاورزی دوستدار محیط زیست است که امکان تولید محصولات زراعی یا دام را بدون آسیب به سیستم‌های انسانی یا طبیعی می‌دهد. این روش کشاورزی شامل جلوگیری از اثرات نامطلوب بر خاک، آب، تنوع زیستی، منابع اطراف یا پایین دست و همچنین کسانی که در مزرعه یا مناطق مجاور آن کار یا زندگی می‌کنند، است. عناصر کشاورزی پایدار می‌تواند شامل پرماکالچر، زراعت جنگلی، کشاورزی مختلط، کشت چندمحصولی و تناوب زراعی باشد.
توسعه سیستم‌های غذایی پایدار به پایداری جمعیت انسانی کمک می‌کند. به عنوان مثال، یکی از بهترین راه‌ها برای کاهش تغییرات آب و هوایی، ایجاد سیستم‌های غذایی پایدار مبتنی بر کشاورزی پایدار است. کشاورزی پایدار یک راه حل بالقوه برای فعال کردن سیستم‌های کشاورزی برای تغذیه جمعیت رو به رشد در شرایط متغیر محیطی ارائه می‌دهد.

## تعریف
اصطلاح "sustainable agriculture" یا "کشاورزی پایدار" در سال ۱۹۷۷ توسط وزارت کشاورزی ایالات متحده آمریکا به عنوان یک سیستم یکپارچه از شیوه‌های تولید گیاهی و حیوانی تعریف شد که در دراز مدت:
- نیازهای غذایی و فیبر انسان را برآورده کند
- کیفیت محیطی و منابع طبیعی که اقتصاد کشاورزی به آن وابسته است را بهبود دهد
- از منابع تجدیدناپذیر و منابع درون مزرعه به صورت بهینه استفاده کند و در صورت نیاز چرخه‌ها و کنترل‌کننده‌های بیولوژیکی طبیعی را با هم ادغام کند
- اقتصاد کارهای مزرعه‌داری را پایدار کند
- کیفیت زندگی کشاورزان و جامعه به عنوان یک کل را بهبود دهد.

## کشاورزی و منابع طبیعی
کشاورزی پایدار را می‌توان به صورت یک روش اکوسیستم برای کشاورزی درک کرد. عملکردهایی که می‌توانند باعث آسیب طولانی مدت در خاک شوند مثل کشت و زرع بیش از اندازه (که به فرسایش منجر می‌شود) و آبیاری بدون زه‌کشی مناسب (که به نمک‌سازی خاک منجر می‌شود). آزمایش‌های طولانی مدت بهترین اطلاعات را در مورد اینکه چگونه عملکردهای مختلف بر ویژگی‌های خاک که برای پایدارپذیری لازم و ضروری هستند تأثیر می‌گذارند در اختیار ما قرار می‌دهد. در آمریکا یک آژانس فدرالی، خدمات حفاظت از منابع طبیعی USDA در ارائهٔ کمک‌های مالی و فنی برای کسانی که به پیگیری حفاظت از منابع طبیعی و کشاورزی به عنوان اهداف سازگار علاقه‌مند می‌باشند تخصصی عمل می‌کنند. مهم‌ترین فاکتورهای برای یک مکان، خورشید، هوا، خاک، مواد معدنی و آب می‌باشد.
از این ۵ فاکتور کیفیت و کمیت آب و خاک بیش از هر چیز تابع مداخلات انسان از طریق زمان و کار می‌باشند. اگرچه هوا و نور خورشید در هر جای این کرهٔ خاکی در دسترس می‌باشد ولی محصولات کشاورزی به مواد مغذی خاک و دسترس پذیری آب هم بستگی دارند. زمانی‌که کشاورزان محصولات را پرورش و برداشت می‌کنند، بعضی از این مواد مغذی را از خاک از بین می‌برند. بدون بازپرسازی، زمین از تقلیل و حذف این مواد مغذی آسیب می‌بیند یا غیرقابل استفاده می‌شوند یا محصولات کاهش می‌یابند. کشاورزی پایدار به بازپرسازی خاک بستگی دارد در حالیکه استفاده یا نیاز به منابع تجدید نشدنی به حداقل می‌رسد، مثل گاز طبیعی (استفاده شده در تبدیل نیتروژن اتمسفر به کود ترکیبی) یا سنگ‌های معدنی (مثل فسفات) منابع احتمالی نیتروژن که در کل به‌طور نامحدود در دسترس هستند شامل موارد زیر است:
1. چرخهٔ ضایعات محصول و کود چار پایان اهلی و انسانی.
2. رشد سبزیجات بنشنی و گیاهان علوفه‌ای مثل بادام زمینی یا یونجه که همزیستی با باکتری‌های تثبیت‌کننده نیتروژن به نام ریزوبیا ایجاد می‌کنند.
3. تولید صنعتی نیتروژن بوسله فرایند هابر که از هیدروژن استفاده می‌کند و در حال حاضر از گاز طبیعی بدست می‌آید (ولی این هیدروژن در عوض می‌تواند بوسله اکترولیز آب با جریان الکتریسته (شاید از سلول‌های خورشیدی یا آسیب‌های بادی) تولید شود.
4. محصولات مهندسی ژنتیک (غیر سبزیجات بنشنی) برای تشکیل همزیستی‌های تثبیت‌کننده نیتروژن یا تثبیت نیتروژن بدون همزیستی‌های میکروبی.

گزینه آخر در دههٔ ۱۹۷۰ مطرح شد ولی جدیداً عملی و امکان‌پذیر شده‌است. گزینه‌های قابل پایدار برای جایگزینی مواد مغذی دیگر (فسفر، پتاسیم و …) بیشتر محدود می‌باشند.
گزینه‌های واقع بینانه‌تر که معمولاً از آن‌ها چشم پوشی می‌شود شامل چرخش‌های طولانی مدت محصول، برگشت به چرخه‌های طبیعی که هر ساله زمین‌های زراعی در آب فرومی‌روند (برگشت نامحدود مواد مغذی از بین رفته) همچون طغیان رودخانه نیل، استفاده طولانی مدت از biochar و استفاده از چرخه‌های زمین محصول و چارپایان اهلی است که به شرایط کمتر از ایده‌آل تطبیق پیدا می‌کنند مثل آفت‌کش‌ها، خشکسالی یا نبود مواد مغذی.
محصولاتی که به سطوح بالای مواد مغذی خاک نیاز دارند را می‌توان در یک روش پایدارتر زیر کشت برد اگر عملکردهای مشخص مدیریت کود ادامه داشته باشد.

## آب
در بعضی مناطق باران کافی برای رشد محصول در دسترس می‌باشد ولی بسیاری از مناطق دیگر به آبیاری نیاز دارند. برای اینکه سیستم‌های آبیاری پایدار پذیر باشند، به مدیریت صحیح (برای جلوگیری از شوری خاک) نیاز دارند و نباید از آب بیشتری از منبع خود نسبت به باز پرسازی طبیعی استفاده کرد. در غیر اینصورت منبع آب در واقع به یک منبع تجدید نشدنی تبدیل می‌شود. پیشرفت در تکنولوژی حفر چاه آب و پمپ‌های قابل فروبردن در آب همراه با پیشرفت آبیاری قطره‌ای و محورهای چرخ کم فشار، رسیدن به محصولات فراوان در مناطقی که تکیه بر بارش باران به تنهایی کشاورزی موفق را غیرقابل پیش‌بینی کرده بود امکان‌پذیر ساخته‌است. همچنین این پیشرفت با پرداخت بهایی صورت گرفته‌است. در بسیاری از مناطق همچون اوگالالا آکوئیفر آب سریعتر از اینکه بتوان جایگزین کرد مصرف می‌شود.
مراحل مختلفی بایستی برای پیشرفت سیستم‌های کشاورزی مقاوم در برابر خشکسالی حتی در سال‌هایی که بارش باران متوسطی داریم طی شود. این اقدامات شامل عملکردهای سیاسی و مدیریتی است:
1. بهبود حفاظت و نگهداری از آب و اقدامات ذخیره‌سازی
2. ایجاد انگیزه برای انتخاب گونه‌های گیاهی مقاوم به خشکسالی
3. استفاده از سیستم‌های آبیاری با حجم کم
4. مدیریت محصولات برای کم کردن افت آب
5. کشت نکردن هیچ گونه محصولی

### شاخص‌هایی برای بهبود منابع آبی پایدار پذیر از این قرارند
- منابع آبی تجدیدپذیر داخلی، این متوسط جریان سالیانه رودخانه‌ها و آب‌های زیرزمینی ایجاد شده از بارش درونی است بعد از تضمین اینکه هیچ شمارش دو برابری وجود ندارد. این شاخص حداکثر مقدار منابع آبی ایجاد شده درون مرزهای یک کشور را نشان می‌دهد. این ارزش که به صورت یک میانگین در سال بیان می‌شود در زمان ثابت و تغییرناپذیر است. (به جز در مورد تغییر اثبات شده آب و هوایی). این شاخص را می‌توان در سه واحد مختلف بیان کرد: در اصطلاحات مطلق (km3/yr) در mm/yr (این اندازه رطوبت کشور می‌باشد) و به عنوان عملکرد جمعیتی (هر فرد در هر سال m3).
- منابع آبی تجدید شدنی جهانی این مجموع منابع آبی تجدید شدنی داخلی و جریان وارد شونده که از خارج کشور نشات می‌گیرد. بر خلاف منابع داخلی، این ارزش می‌تواند با زمان تغییر کند اگر ایجاد جریان نزدیک به سرچشمه آب در دسترس در مرز را کاهش دهد. معاهده‌هایی که جریان خاص را از کشورهای در خلاف جریان آب به کشورهای در جهت مسیر آب معکوس می‌کنند ممکن است در محاسبات منابع جهانی آب در هر کشور در نظر گرفته شوند.
- نسبت وابستگی این شاخص نسبت منابع آب تجدید شدنی جهانی که از خارج کشور نشات می‌گیرند می‌باشد و به صورت درصد بیان می‌شود. این بیان سطحی است که منابع آبی یک کشور به کشورهای همسایه وابسته است.
- عقب‌نشینی آب از لحاظ محدودیت‌های توضیح شده در بالا، تنها عقب‌نشینی بسیار زیاد آب را می‌توان به‌طور نظام مند در یک کشور با اندازه‌گیری مصرف آب محاسبه کرد. مقدار مطلق یا نسبت به هر فرد از عقب‌نشینی سالیانه آب، اهمیت آب را در اقتصاد کشور نشان می‌دهد. هنگامیکه به صورت درصد منابع آبی بیان می‌شود، درجهٔ فشار بر منابع آبی را نشان می‌دهد. یک تخمین تقریبی نشان می‌دهد که اگر عقب‌نشینی آب از یک چهارم منابع آبی تجدیدپذیر جهانی یک کشور فراتر رود، آب را می‌توان یک فاکتور محدودکننده برای ایجاد دو جانبه فشار بر منابع آبی که می‌توانند تأثیر مستقیمی بر تمام بخش‌ها از کشاورزی گرفته تا محیط و ماهیگیری داشته باشند در نظر گرفت.

## خاک
فرسایش خاک به سرعت به یکی از بزرگ‌ترین مشکلات جهان تبدیل شده‌است تخمین شده‌است که بیش از هزار میلیون تن خاک آفریقای جنوبی هر ساله دچار فرسایش می‌شود. کارشناسان پیش‌بینی می‌کنند که محصولات کشاورزی در ۳۰ تا ۵۰ سال اگر فرسایش با میزان فعلی ادامه پیدا کند به نصف می‌رسد. فرسایش خاک تنها در آفریقا نیست بلکه در سراسر جهان اتفاق می‌افتد. این پدیده Peak soil نامیده م شود چون تکنیک‌های کشاورزی بزرگ مقیاس، قابلیت انسان را برای تولید غذا در حال حاضر و در آینده به خطر می‌اندازد. بدون تلاش برای بهبود عملکردهای مدیریت خاک، دسترس‌پذیری خاک به‌طور روزافزون مشکل‌زا می‌شود. بعضی از تکنیک‌های مدیریت خاک از این قرارند: ۱- کشاورزی نه بر روی زمین ۲- طراحی خط اصلی ۳- ایجاد کمربند حفاظتی برای نگه داشتن خاک ۴- برگرداندن ماده ارگانیک به مزارع ۵- متوقف کردن استفاده از کودهای شیمیایی (که محتوی نمک هستند) ۶حفاظت خاک از فاضلاب

## فسفات
فسفات مؤلفهٔ اصلی در کود شیمیایی است که در کشاورزی مدرن کاربرد دارد. همچنین دانشمندان تخمین می‌زنند که ذخایر فسفات سنگی در عرض ۵۰ تا ۱۰۰ سال خالی می‌شود اینکه از بین رفتن فسفر حدوداً در سال ۲۰۳۰ اتفاق می‌افتد با پدیدهٔ از بین رفتن فسفر انتظار می‌رود که قیمت غذا افزایش یابد چون هزینه کود افزایش پیدا می‌کند و استخراج ذخایر فسفات سنگی سختر می‌شود. در طولانی مدت فسفات را بایستی بازیافت کرد و از زائدات انسانی و حیوانی به منظور حفظ و ادامه تولید غذا استفاده کرد و به چرخه وارد کرد.

## زمین
همان‌طور که جمعیت و تقاضا برای غذا افزایش می‌یابد، فشاری بر منابع زمین هم وجود دارد. خشکی را می‌توان یک منبع محدود روی کرهٔ زمین در نظر گرفت توسعه زمین کشاورزی تأثیری بر تنوع زیستی و قطع درختان جنگل دارد. سازمان غذا و کشاورزی ملل متحد تخمین می‌زند که در دهه‌های آتی زمین‌های کشاورزی برای توسعه صنعتی و شهری از بین می‌روند همراه با احیای اراضی مرطوب و تبدیل جنگل به محیط کشت که به از بین رفتن تنوع زیستی و افزایش فرسایش خاک منجر می‌شود.

## انرژی برای کشاورزی
انرژی در تمام زنجیره غذایی از مزرعه تا هنگام خوردن مورد استفاده قرار می‌گیرد. در کشاورزی صنعتی انرژی در مکانیزه کردن مزرعه، عمل آوری غذا، فرایندهای ذخیره‌سازی و حمل نقل مورد استفاده قرار می‌گیرد. از اینرو این نتیجه بدست آمده‌است که قیمت انرژی به شدت با قیمت غذا مرتبط ی باشد. روغن هم به عنوان یک ورودی در مواد شیمیایی کشاورزی مورد استفاده قرار می‌گیرد. قیمت‌های بالاتر منابع تجدیدناپذیر انرژی به وسیلهٔ آژانس بین‌المللی انرژی طرح‌ریزی می‌شود.
قیمت‌های بالای انرژی در نتیجه منابع سوخت فسیلی که در حال تمام شدن هستند ممکن است به‌طور منفی بر امنیت جهانی غذا تأثیر بگذارد مگر اینکه اقدامی برای جدا کردن انرژی سوخت فسیلی از تولید غذا با یک حرکت به سمت سیستم‌های کشاورزی با انرژی هوشمند انجام شود.

## اقتصاد
جنبه‌های اجتماعی- اقتصادی پایدارپذیری تا حدودی درک شده‌اند. با در نظر گرفتن کشاورزی کمتر متمرکز بهترین آنالیز، مطالعهٔ نتینگ در مورد سیستم‌های خرده مالکی در تاریخ می‌باشد. گروه پایدارپذیر آکسفورد، پایدارپذیری را در ای شرایط در یک شکل خیلی وسیعتر با در نظر گرفتن اثری که بر تمام سهامداران در روش ۳۶۰ درجه‌ای دارند تعریف می‌کنند.
با توجه به عرضه محدود منابع طبیعی در هر هزینه و موقعیت خاص، کشارزی که برای منابع مورد نیاز ناکارآمد یا زیان‌آور است ممکن است در نهایت منابع در دسترس یا توانایی برای بدست آوردن آن‌ها را تمام کند. همچنین ممکن است اثرات منفی مثل آلودگی و هزینه‌های مالی و تولید داشته باشد. روشی که محصولات کشاورزی فروخته می‌شوند بایستی در معادلهٔ پایدارپذیری در نظر گرفته شود. غذایی که به‌طور منطقه‌ای فروخته م شود به انرژی اضافی برای حمل و نقل نیاز ندارد. غذایی که در منطقه دور فروش می‌رود چه از دست مزرعه دار خریده شود چه از سوپر مارکت موجب یک سری هزینه انرژی متفاوت برای مواد زحمت و حمل و نقل می‌شود.

## روش‌ها
اینکه چه چیزی کشت می‌شود، در کجا و چگونه موضوع انتخاب هستند. دو مورد از عملکردهای مختلف احتمالی از کشاورزی پایدار، کشت تناوبی و اصلاح خاک می‌باشد که هر دو برای تضمین اینکه محصولاتی که کشت می‌شوند بتوانند مواد مغذی لازم را برای رشد سالم بدست آورند طراحی شده‌اند. اصلاح خاک شامل استفاده از کود در دسترس از مراکز بازیافت به‌طور منطقه‌ای است این مراکز بازیافت به تولید کود مورد نیاز به وسیلهٔ مزارع ارگانیک منطقه‌ای کمک می‌کنند.
بسیاری از دانشمندان، کشاورزان و تجارت‌ها بحث و بررسی کردند که چگونه کشاورزی را پایدار کنند. چرخه جامعه از ضایعات مزرعه تا آشپزخانه از منابع در دسترس معمول منطقه استفاده می‌کند. این منابع در گذشته در مکان‌های بزرگ ضایعات به دور انداخته می‌شدند ولی امروزه برای تولید کود ارگانیک ارزان قیمت برای مزارع ارگانیک مورد استفاده قرار می‌گیرند. عملکردهای دیگر شامل کشت انواع محصولات دائمی در یک مزرعه است که هر محصول در یک فصل جداگانه کشت می‌شوند بنابراین برای منابع طبیعی با یکدیگر رقابت نمی‌کنند. این سیستم به افزایش مقاومت در برابر بیماری‌ها و اثرات کاهش یافته از فرسایش و از بین رفتن مواد مغذی در خاک منجر می‌شود.
بعنوان مثال تثبیت نیتروژن از سبزیجات بنشنی استفاده شده در ارتباط با گیاهانی که به نیترات خاک برای رشد تکیه می‌کنند این امکان را ایجاد می‌کند تا زمین زراعی هر ساله مورد استفاده قرار بگیرد. سبزیجات در یک فصل رشد می‌کنند و خاک را با آمونیوم و نیترات باز پرسازی می‌کنند و فصل بعد محصولات دیگری را می‌توان در مزرعه کاشت تا برای درو آماده شوند.
کشاورزی تک محصولی- یک روش کشت تنها یک محصول در یک زمان در یک زمین زراعی خاص یک عملکرد بسیار رایج می‌باشد ولی موضوعاتی در مورد پایدارپذیری آن وجود دارد خصوصاً اگر محصولی مشابهی هر سال کشت شود. امروزه برای منتشر کردن این مسئله شهرها و مزارع منطقه می‌توانند با یکدیگر برای تولید کود مورد نیاز برای کشاورزی کار کنند. این روش همراه با کشت چند محصول گاهی به کاهش بیماری‌ها و آفت‌ها منجر می‌شود ولی کشت چند محصول به ندرت با عملکرد رایج تر کشت محصولات مختلف در سال‌های متوالی (کشاورزی تناوبی) با تنوع محصول مشابه مورد مقایسه قرار گرفته‌اند. سیستم‌های کشاورزی که شامل انواع محصولات است (کشت چند محصول یا کشاورزی تناوبی) ممکن است نیتروژن را به زمین برگردانند (اگر سبزیجات کشت شوند) و همچنین ممکن است از منابعی همچون نور خورشید، آب یا مواد مغذی به‌طور کارآمدتری استفاده کنند. با جایگزینی اکوسیستم طبیعی با تنوع اندک انتخاب شده به‌طور خاص، تنوع ژنتیکی پیدا شده در حیات وحش را کاهش می‌دهد و موجودات زنده را در برابر بیماری رایج و متداول مستعد می‌سازد.
قحطی بزرگ ایرلند (۱۸۴۵–۱۸۴۹) یک مثال معروف از خطرات کشت تک محصولی می‌باشد در عمل هیچ روشی برای کشاورزی پایدار وجود ندارد چون اهداف و روش‌های دقیق و مشخص بایستی برای هر مورد خاص تطبیق داده شود. ممکن است چند تکنیک کشاورزی وجود داشته باشد که ذاتاً در تضاد با مفهوم پایدارپذیری هستند ولی سوء تفاهم متداولی در مورد اثرات چند عملکرد وجود دارد. امروزه رشد بازارهای کشاورزان محلی به مزارع کوچک این امکان را می‌دهد تا محصولاتی را کشت کنند و بفروش برسانند که بتوانند کود بازیافتی از آن‌ها بدست آورند. با استفاده از چرخه محلی این کار به دور کردن مردم از تکنیک‌های بریدن و سوزاندن که ویژگی‌های مشخص کشاورزان مختلف هستند کمک می‌کند، با این وجود کشاورزی بریدن و سوزاندن در آمازون برای حداقل ۶۰۰۰ سال بکار گرفته شده‌است، قطع درختان جنگل به‌طور جدی از دههٔ ۱۹۷۰ عمدتاً در نتیجه برنامه‌ها و سیاست‌های دولت برزیل شروع شد. خاطر نشان می‌شود که ممکن است روش بریدن و زغال بیشتر از بریدن و سوزاندن وجود داشته باشد که با اضافه کردن مادهٔ ارگانیک terra preta که یکی از غنی‌ترین خاک‌ها در زمین می‌باشد و تنها خاکی که خود را بازآفرینی می‌کند تولید می‌شود. همچنین روش‌های متعددی برای کشاورزی پایدار حیوانی وجود دارد. بعضی از ابزارهای اصلی برای مدیریت چریدن حیوانات شامل حصار چینی منطقهٔ چرا به مناطق کوچکتر به نام چراگاه کم کردن تراکم انبار و انتقال انبار بین چراگاه‌ها می‌باشد.

## پردازش خاک
بخار خاک را می‌توان به عنوان یک راه اکولوژیکی برای مواد شیمیایی برای گندزدایی خاک مورد استفاده قرار داد. روش‌های متعددی برای وارد کردن بخار به خاک به منظور کشتن آفت‌ها و افزایش سلامت خاک در دسترس می‌باشد. کود حاصل از زائدات ارگانیک آشپزخانه، مزرعه و حیاط می‌تواند تمام نیازهای مورد نیاز مزارع محلی را تأمین سازد. این تشکیل کود می‌تواند به‌طور بالقوه یک منبع معتبر انرژی محسوب شود.

## اثرات خارج از مزرعه
مزرعه ای که می‌تواند همیشه محصول تولید کند و همچنان دارای اثرات منفی بر کیفیت محیطی داشته باشد، کشاورزی پایدار نیست. یک مثال اثبات شده از مواردی که در آن یک دید جهانی مشترک وجود دارد، بکارگیری بیش از حد کود ترکیبی یا کود حیوانی است که می‌تواند تولید مزرعه را افزایش دهد ولی همزمان می‌تواند رودخانه‌ها و آب‌های ساحلی اطراف را آلوده سازد. مورد نامطلوب دیگر می‌تواند کشت محصول کمی باشد که بعلت تمام شدن مواد مغذی در خاک تولید می‌شود وممکن است با تخریب جنگل‌ها مرتبط باشد. در آسیا زمین مشخص برای کشاورزی پایدار حدود ۵/۱۲ مترمربع است که شامل زمین برای علوفه حیوانات، زمین‌های تولید غله برای فروش نقدی محصولات و حتی چرخهٔ محصولات غذایی است در چندین مورد حتی واحد کوچکی از کشت آبی در این تعداد گنجانده می‌شود.
پایدارپذیری بر تولید کلی تأثیر می‌گذارد که بایستی برای تأمین غذا و فیبر زیاد با افزایش جمعیت جهان که تخمین زده می‌شود به ۳/۹ میلیارد نفر در سال ۲۰۵۰ برسد افزایش پیدا کند. تولید افزایش یافته ممکن است از ایجاد زمین‌های کشاورزی جدید بدست آید که ممکن است آلاینده‌های دی اکسیدکربن را اگر از طریق احیای اراضی مثل کشور اسرائیل و فلسطین انجام شود اصلاح کند یا ممکن است آلاینده‌ها را اگر از طریق کشاورزی بریدن و سوزاندن مثل برزیل انجام شود بدتر سازد.